# Estación de Toledo
Toledo es una estación ferroviaria española de carácter terminal situada en la ciudad de Toledo, en la provincia homónima, comunidad autónoma de Castilla-La Mancha. El edificio actual, inaugurado en 1919 y restaurado en 2005, destaca por su estilo neomudéjar. Fue declarado Bien de Interés Cultural con la categoría de monumento el 21 de noviembre de 1991.
En 2010 la estación recibió cerca de un millón y medio de pasajeros. Desde su apertura, en noviembre de 2005, hasta su decimoquinto aniversario, en noviembre de 2020, se estima que la terminal ha recibido en torno a 21,5 millones de pasajeros procedentes, en su inmensa mayoría, de la madrileña estación de Puerta de Atocha.

## Situación ferroviaria
La estación se encuentra en el punto kilométrico 20,842 de la línea de alta velocidad La Sagra-Toledo ramal de la línea de alta velocidad Madrid-Sevilla.
Además pertenecía a las líneas férreas Castillejo-Añover a Toledo y Bargas-Toledo. La primera fue cerrada y parcialmente aprovechada para los enlaces de alta velocidad con Toledo y la segunda que unía Toledo con Extremadura fue clausurada en 1968.

## Historia

### Instalaciones originales
El ferrocarril llegó a Toledo el 12 de junio de 1858 con la puesta en marcha de la línea que la unía con Castillejo y con ello a las radiales que unían Madrid con Andalucía y el Levante. La inauguración contó con la presencia de Isabel II y Francisco Javier de Istúriz, presidente del gobierno. En diciembre de ese mismo año José de Salamanca impulsor de la línea a través de la Compañía del Ferrocarril de Castillejo a Toledo transfirió su concesión a la Compañía de los Ferrocarriles de Madrid a Zaragoza y Alicante (generalmente abreviada como MZA).

### La nueva estación

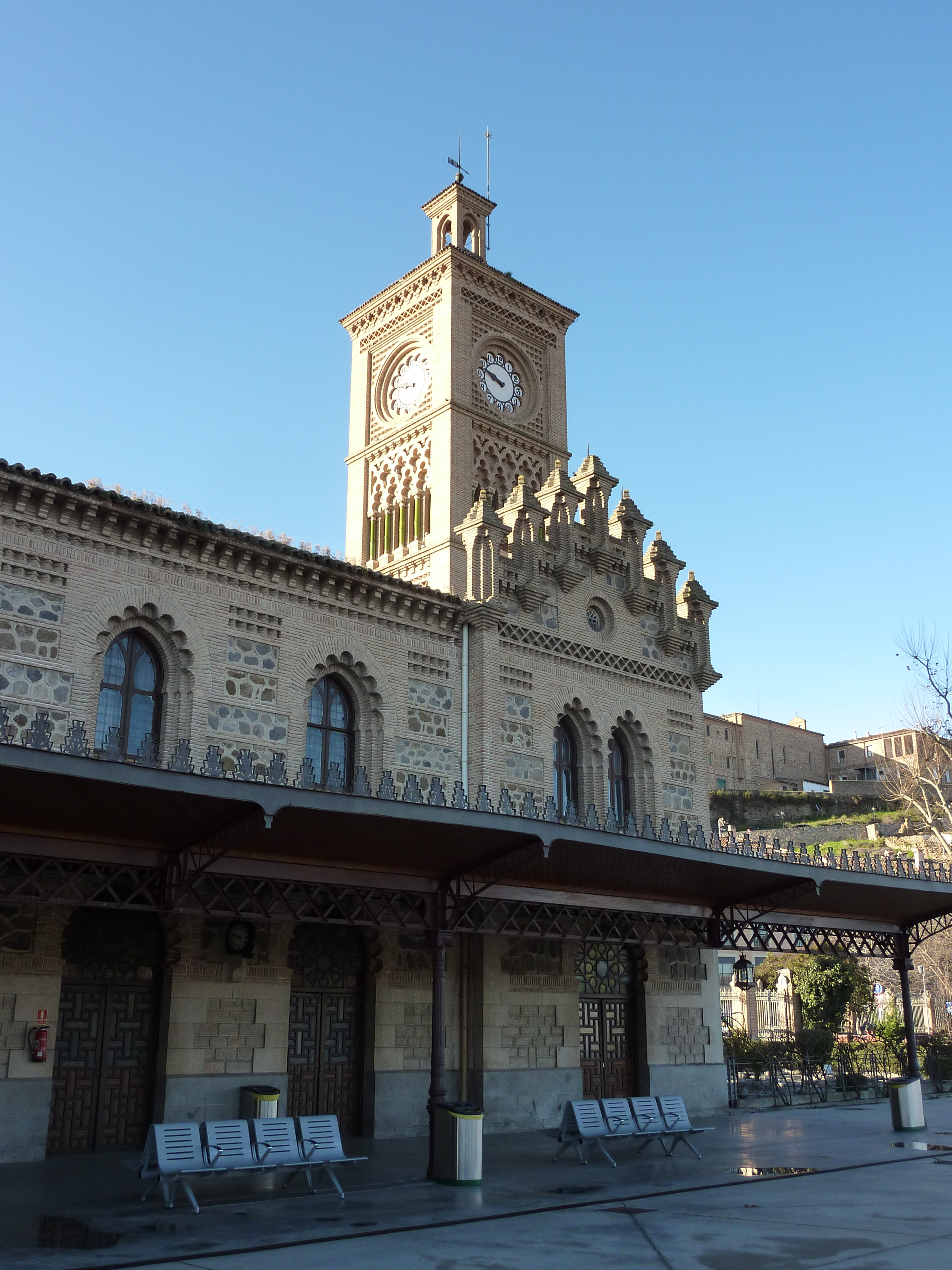
Vista desde los andenes.

En 1917 se iniciaron las obras para sustituir la antigua estación de 1858 por una totalmente nueva. Narciso Clavería, fue el encargado de la construcción que concluyó en 1919 dando lugar a una estación de diseño atípico y de claro estilo neomudéjar que en su época generó polémica por alejarse drásticamente del diseño sobrio y funcional de la anterior estructura realizada por Eugenio Page.
El 5 de julio de 1927 el Estado inició las obras de una pequeña línea férrea de apenas 18 kilómetros que buscaba unir Toledo con Bargas. Con ello se pretendía que Toledo dejará de ser una estación terminal y tuviera una conexión con Extremadura. A pesar de la sencillez de las obras, estas fueron paralizadas en 1931 y no se retomaron hasta 1938 tras varios amagos de abandonar el proyecto. En 1939 Toledo fue enlazado por fin con la radial Madrid-Cáceres y con la Toledo-Castillejo. Aunque puesta en marcha la línea no tardó en tener problemas debido a su deficiente construcción que la hacía vulnerable a las continuas crecidas del río Tajo, las cuales anegaron en varias ocasiones un puente cercano a la ciudad de Toledo obligando a suspender el tráfico. Finalmente, el 26 de febrero de 1947 se decidió una nueva suspensión que resultó ser definitiva ya que RENFE ordenó el cierre de la línea en 1968.

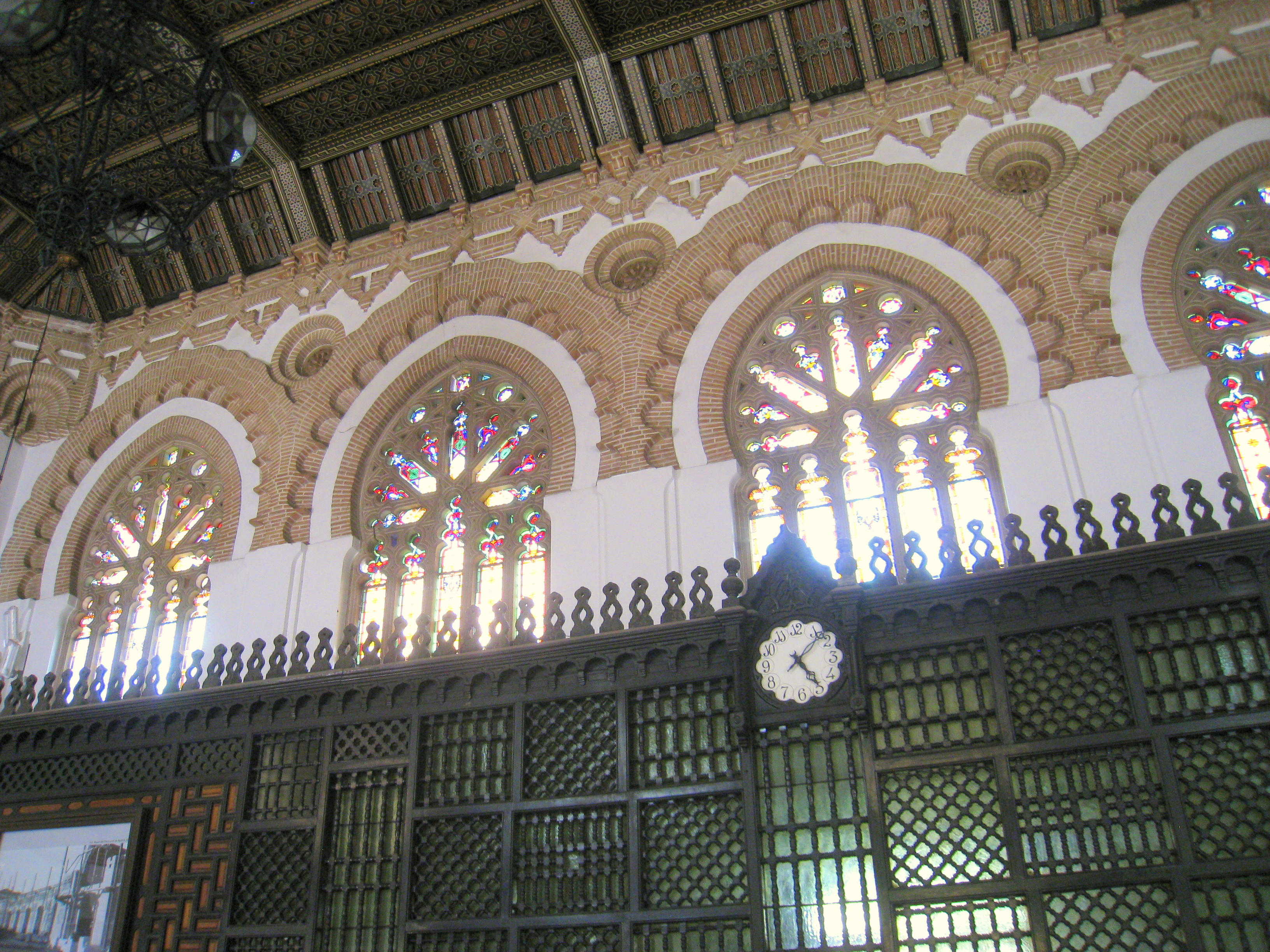
Detalle del interior del vestíbulo.

El 15 de noviembre de 2005 se abrió la línea de alta velocidad La Sagra-Toledo, tercera línea de alta velocidad abierta en España, uniendo de forma exclusiva hasta La Sagra y sin estaciones intermedias Toledo con Madrid. Desde la apertura de la línea de alta velocidad, Toledo no cuenta con ningún enlace ferroviario de ancho ibérico a la red ferroviaria española, lo que impide el tráfico de trenes de mercancías a las zonas industriales de la ciudad.
En 2016 la fachada fue restaurada de nuevo.

## La estación

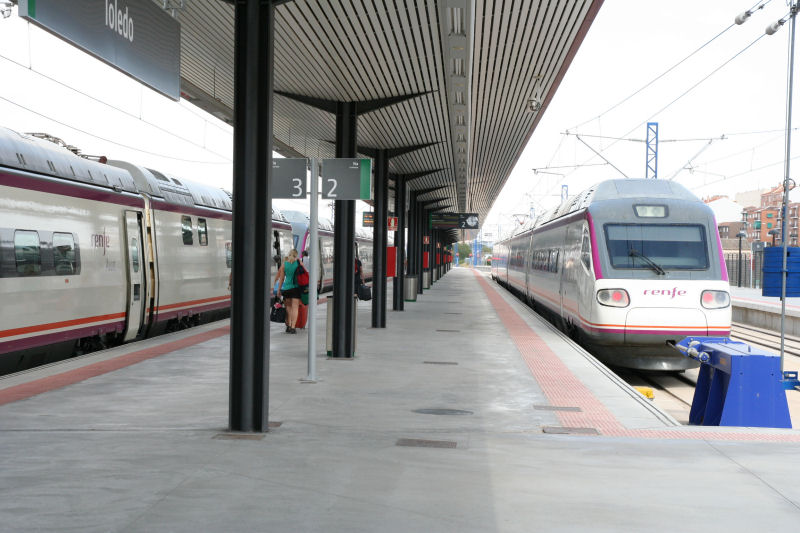
Vista de los andenes.

La estación de ferrocarril de Toledo es una estación monumental catalogada como tal desde 1991. Es obra del arquitecto Narciso Clavería. El grueso de la construcción se llevó a cabo entre 1916 y 1917. Fue restaurada en el año 2005 con la llegada de la alta velocidad. Se encuentra al este de la ciudad.

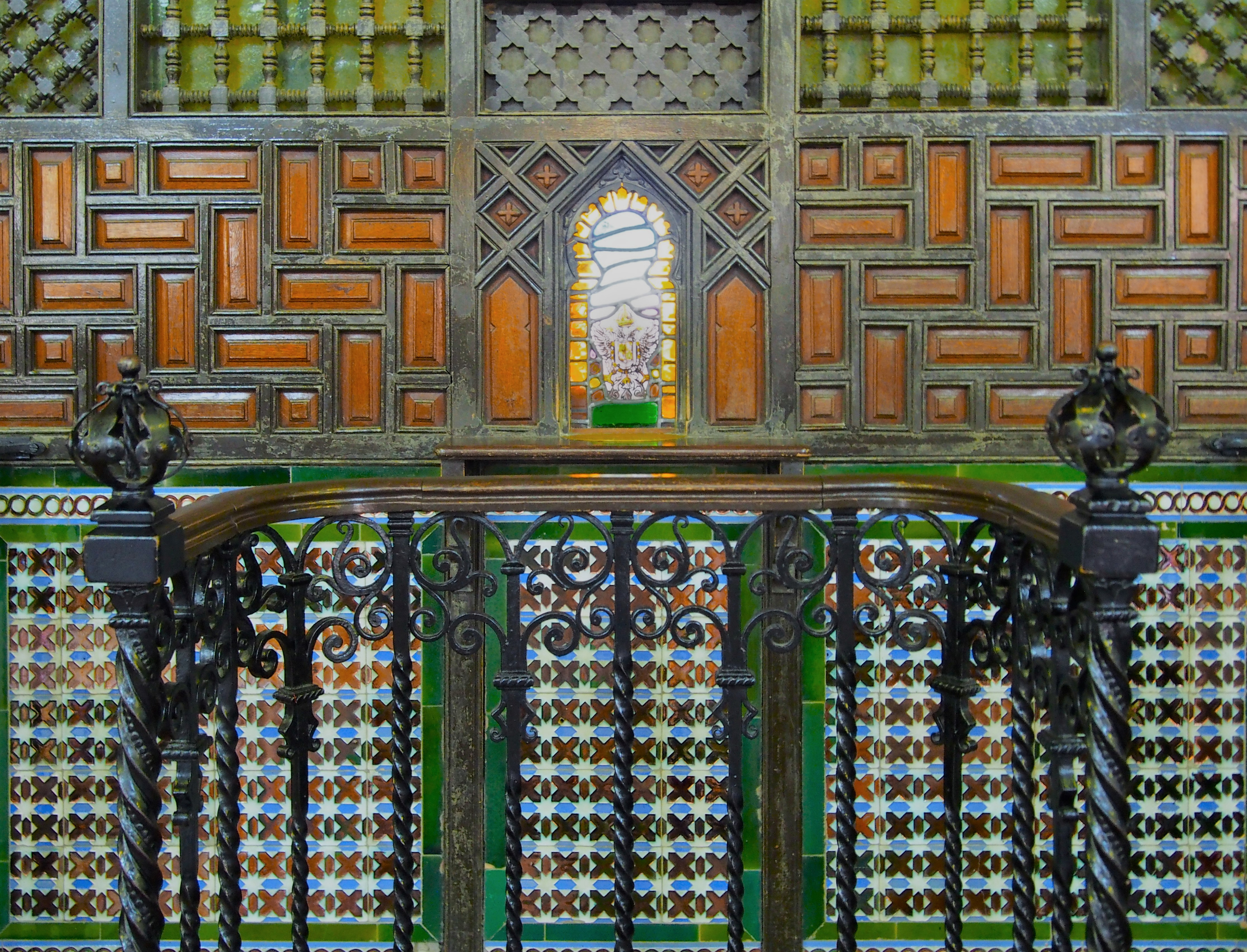
Una de las antiguas taquillas de la estación toledana.

De estilo neomudéjar abarca una superficie de 12 600 metros cuadrados. Para su construcción se usó ladrillo, piedra, hierro y cemento. El edificio de viajeros se compone de un pabellón central flanqueado por dos alas laterales de menor altura. Toda la estructura está decorada con arcos polilobulados y almenas escalonadas en la parte superior. En uno de los extremos se encuentra la torre del reloj. Cinco puertas permiten acceder a un vestíbulo de gran riqueza ornamental que ofrece una buena muestra de la artesanía y orfebrería toledana:  mosaicos de azulejos, celosías, taquillas y lámparas forjadas. Con la renovación operada en 2005 se modernizaron los andenes, se construyeron nuevas marquesinas para proteger a los viajeros además de renovar la existente, se realizó un aparcamiento de 325 plazas, una nueva cafetería y nuevos accesos. Se recolocó también la valla histórica de la estación, obra de Julio Pascual, que también goza de la consideración de Bien de Interés Cultural. La torre del reloj fue ampliamente restaurada. 
Dispone de dos andenes, uno lateral al que accede la vía 1 y otro central compartido por las vías 2 y 3. Carece de vías de servicio o de playa de vías. Dado que se trata de una estación terminal, todas las vías se integran en la misma plataforma.
Cuenta con venta de billetes, atención al cliente, aseos y cafetería. Todo el recinto está equipado con servicios adaptados para las personas con minusvalía. En el exterior existe un aparcamiento de 325 plazas, una parada de taxi y otra de autobuses urbanos.

## Servicios ferroviarios
La única conexión de la estación permite unir Toledo con Madrid a través de 15 relaciones diarias en ambos sentidos gracias a trenes Avant de media distancia y alta velocidad que completan el recorrido en 30 minutos. Hasta 2011 también existía una conexión de velocidad con Albacete mediante trenes Avant 1 o 2 veces al día (que previamente se realizaba con un AVE). Esta conexión fue recuperada en julio de 2022 con una única frecuencia diaria por sentido.